# Acanthothecis subclavulifera
Acanthothecis subclavulifera är en lavart som beskrevs av Staiger & Kalb. Acanthothecis subclavulifera ingår i släktet Acanthothecis och familjen Graphidaceae.   Inga underarter finns listade i Catalogue of Life.